# Központi államigazgatási szerv
A központi államigazgatási szervek körét ma Magyarországon a 2010. évi XLIII. törvény határozza meg.

## Története
A kérdést 2006-tól a központi államigazgatási szervek, valamint a kormány tagjai és az államtitkárok jogállásáról szóló 2006. évi LVII. törvény rendezte. Ezt 2010-ben hatályon kívül helyezte a hatályos 2010. évi XLIII. törvény.

## A központi államigazgatási szervek csoportosítása
Központi államigazgatási szervek:
- a központi kormányzati igazgatási szerv,
- az önálló szabályozó szerv,
- az autonóm államigazgatási szerv, és
- a rendvédelmi szerv és a Katonai Nemzetbiztonsági Szolgálat.

### Központi kormányzati igazgatási szerv
- a Kormány,
- a Miniszterelnöki Kormányiroda,
- a minisztérium,
- a kormányzati főhivatal, és
- a központi hivatal.

#### Kormányzati főhivatalok
Törvény által létrehozott a Kormány irányítása alatt álló központi államigazgatási szervek:
- a Központi Statisztikai Hivatal
- a Szellemi Tulajdon Nemzeti Hivatala

### Önálló szabályozó szervek
Az Alaptörvény 23. cikke szól az önálló szabályozó szervekről. Az Országgyűlés sarkalatos törvényben a végrehajtó hatalom körébe tartozó egyes feladat- és hatáskörök ellátására és gyakorlására önálló szabályozó szerveket hozhat létre.
Az önálló szabályozó szerv vezetőjét a miniszterelnök vagy – a miniszterelnök javaslatára – a köztársasági elnök nevezi ki sarkalatos törvényben meghatározott időtartamra. Az önálló szabályozó szerv vezetője kinevezi helyettesét vagy helyetteseit.
Az önálló szabályozó szerv vezetője az önálló szabályozó szerv tevékenységéről évente beszámol az Országgyűlésnek.
Az önálló szabályozó szerv vezetője törvényben kapott felhatalmazás alapján, sarkalatos törvényben meghatározott feladatkörében rendeletet ad ki, amely törvénnyel, kormányrendelettel, miniszterelnöki rendelettel, miniszteri rendelettel és a Magyar Nemzeti Bank elnökének rendeletével nem lehet ellentétes. Az önálló szabályozó szerv
vezetőjét rendelet kiadásában az általa rendeletben kijelölt helyettese helyettesítheti.

#### Önálló szabályozó szervek
- a Nemzeti Média- és Hírközlési Hatóság
- a Magyar Energetikai és Közmű-szabályozási Hivatal
- a Szabályozott Tevékenységek Felügyeleti Hatósága
- az Országos Atomenergia Hivatal

### Az autonóm államigazgatási szervek
Létrehozásuk célja egyes kiemelt területek depolitizálása. Feles törvénnyel hozza létre az Országgyűlés őket, s holott a végrehajtó hatalmi ághoz tartozik a feladatkörük, nem állnak a Kormány irányítása alatt.
- az Európai Támogatásokat Auditáló Főigazgatóság
- a Gazdasági Versenyhivatal
- az Integritás Hatóság
- a Közbeszerzési Hatóság
- a Nemzeti Adatvédelmi és Információszabadság Hatóság
- a Nemzeti Választási Iroda
- a Szuverenitásvédelmi Hivatal

### Rendvédelmi szervek
- a rendőrség,
- a büntetés-végrehajtási szervezet,
- a hivatásos katasztrófavédelmi szerv,
- a polgári nemzetbiztonsági szolgálatok.

## Korábbi központi államigazgatási szervek

### Autonóm államigazgatási szervek
- Egyenlő Bánásmód Hatóság - beolvadt az Alapvető Jogok Biztosa Hivatalába

### Önálló szabályozó szervek
- Pénzügyi Szervezetek Állami Felügyelete - beolvadt a Magyar Nemzeti Bankba